# 下舘夏希
下舘 夏希（しもだて なつき、1988年8月12日 - ）は、日本のシンガーソングライター

## 来歴
北海道出身。物心ついた時には歌って踊るのが大好きな子供で、幼少期に見た音楽番組で歌手という仕事を知り「歌手になる！」と決意した。7歳の時から感じた事をよくノートに書いては歌にしていた。9歳の時にダンスを習い始め、11歳の時にはアクターズスタジオネットワーク本部校（旧北海道ジュニアアクターズスタジオ）に通い、歌とダンスを中心にレッスンを受けた。この頃はSPEEDやChristina Aguileraが好きで歌って踊れる歌手を目指していたが、EVANESCENCEのアルバム『FALLEN』に衝撃を受け、ROCKというジャンルに目覚める15歳の時からライブ活動。芸能活動を始め、20歳の時に上京する。
上京してからの1年間はレッスンに通い、その後はライブハウスや路上でのライブ活動と音楽活動を中心に行い、自らの肩書きを「道産子直球ストレートPOP ROCKER」と銘打ってセルフプロデュースをしていた。音楽活動をする傍ら、3年間はマジックのイリュージョンアシスタントの仕事も経験した。いくつかの番組出演をし、そのタイミングで送った履歴書が目に留まりオーディションに合格。2013年6月からケイダッシュステージに所属。
2014年8月に「道産子直球ストレートPOP ROCKER」の肩書きをやめ、「情熱POP ROCK」と自らのジャンルを定めている。
2020年7月に７年半所属していたケイダッシュステージを円満退所。フリーでの活動を始める。
2021年1月6日からTHE だいしょぶズのボーカル松野浩介と”ゲンキナフタリズム”というツアータイトルで元気を届ける事を目的とした元気リンリンツアーを行った。
2022年1月26日に渋谷CLUB QUATTROにて弾き語りワンマンライブ、同年10月26日に恵比寿LIQUIDROOM弾き語りワンマンライブを開催　
2023年11月10日 歌とトークの配信企画「歌Show³」活動スタート（2021年11月25日にハマカーン神田伸一郎とRYO TAKAKURA'[
三拍子高倉陵]とダテシモ.の３人で企画、不定期配信していたが毎月の配信を開始させた）
2024年2月8日はバンド編成で恵比寿LIQUIDROOMワンマンライブを開催（次は２年後に大型ワンマン予定）
同時にアルバム・MV制作の為の挑戦、1500枚シングルCD完売チャレンジを現在行っている。 #ダテシモの挑戦
2024年4月6日アーテスト名「ダテシモ.」に改名し活動スタートさせる。
2024年6月4日ダテシモ.改名後初ワンマンライブを神田THE SHOJIMARUにて開催
2024年7月31日下北沢ろくでもない夜にて歌Show³初めてのライブを開催
このように、ダテシモ.は歌と情熱を軸に、セルフプロデュース・ライブ・配信・メディア出演など多方面で活動を展開し、進化を続けるアーティストである。

## 人物
- 幼少期からボロアパートで育ち、小学校2年生で両親が離婚をしてからさらに貧乏になった。母親と弟と三人暮らしをする事になり、この時から自分がしっかりしなくてはと考え、子供なのに頭の中は大人のように物事を捉えるようになった。この経験からハングリー精神が強くなり、現在の[いつ?]情熱POP ROCKというジャンルに行き着く。
- 「全ての出来事には意味がある」としポジティブな性格だが、一度ネガティブに落ちてからポジティブな考えに行き着く為に、作る楽曲は光と闇が共存しているものが多い。
- 作詞曲をする際、ほぼ体験した事をテーマに曲を作る。代表曲「パッションピンク」はキャバクラ嬢を好きになってしまったサラリーマンの気持ちを歌う。この曲を作る際、実際にキャバクラで体験入店をして曲を作ったと明かしている。（それぞれの曲にテーマがあり、ストーカーの歌やセクシー女優の歌から4回浮気された歌、アラサー女子応援ソング等）
- 洋楽では特にEVANESCENCE、paramoreが好きであり、邦楽では特にエレファントカシマシが好きである。
- 面白い時に「うけうけ」、美味しいものを食べた時に「うまうま」と言う口癖がある[3][出典無効]。

## 主なライブ
- 下舘夏希ワンマンライブ「ダテシモバースデーワンマン〜トンネルの先〜」（下北沢ろくでもない夜、2016年8月14日）
- 下舘夏希主催ライブ「ダテシモとRock'縁度'Roll vol.1」（渋谷gee-ge.、2016年12月23日）
- 下舘夏希主催ライブ「ダテシモとRock'縁度'Roll vol.2」（渋谷gee-ge.、2017年5月13日）
- 下舘夏希ワンマンライブ「ダテシモバースデーワンマンvol.2〜シャンパングラスと人魚姫〜」-SoldOut（渋谷gee-ge.、2017年8月27日）
- 下舘夏希主催ライブ「ダテシモとRock'縁度'Roll vol.3」（下北沢ろくでもない夜、2017年12月16日）
- 下舘夏希バースデー&レコ発ワンマンライブ「合鍵回して入っておいで」（下北沢Daisy Bar、2018年8月29日）
- 下舘夏希主催ライブ「ダテシモとRock'縁度'Roll vol.4」（下北沢Laguna、2018年12月24日）
- 下舘夏希主催&レコ発ライブ「ダテシモとRock'縁度'Roll vol.5」（下北沢ろくでもない夜、2019年5月22日）
- 下舘夏希弾き語りバースデーワンマンライブ「アラサー女子の肩コリと恋のシコリ」（下北沢ろくでもない夜、2019年8月28日）
- 下舘夏希×下北沢ろくでもない夜企画「ろく夜から始める新たなロックンロール」（下北沢ろくでもない夜、2020年7月9日）
- 下舘夏希ハロウィンぷちLIVE「可笑しなお菓子なそーいう歌詞PARTY」（高円寺U-hA、2020年10月31日）
- 下舘夏希主催ライブ「ダテシモとRock'縁度'Roll vol.6」（下北沢ろくでもない夜、2021年7月25日）
- 下舘夏希主催ライブ「ダテシモとRock'縁度'Roll vol.7」（下北沢ろくでもない夜、2021年10月6日）
- 下舘夏希弾き語りワンマンライブ「下舘夏希弾き語る -君は僕と息してる？-」-SoldOut（渋谷CLUB QUATTRO、2022年1月26日）
- 下舘夏希主催ライブ「ダテシモとRock'縁度'Roll vol.8~ダテシモバースデー編~」（神田THE SHOJIMARU、2022年8月25日）
- 下舘夏希弾き語りワンマンライブ「この恋が愛に変わるまで。」（恵比寿LIQUIDROOM、2022年10月26日）
- 下舘夏希バンドワンマン「恋焦がれた愛になる」（恵比寿LIQUIDROOM、2024年2月8日）
- 「ダテシモファーストバンドワンマン-初めてなのに懐かしいと言うの-」（神田THE SHOJIMARU、2024年6月4日）

## 主な出演

### テレビ放送
- 世界1のSHOWタイム（日本テレビ、2012年9月）
- お金がなくても幸せライフ がんばれプアーズ!（テレビ東京、2013年4月）
- 幸せ!ボンビーガール（日本テレビ、2013年6月）
- 真夜中のおバカ騒ぎ!（チバテレ・TOKYO MX、2014年3月 - 2014年4月）
- 幸せ!ボンビーガール 2時間スペシャル（日本テレビ、2014年1月・2014年4月）
- Music B.B. presents 〜SHIBUYA GIRLS B.B〜（TOKYO MX、2014年7月）
- ネリさまぁ〜ず（日本テレビ、2014年9月）
- お願い!ランキング（テレビ朝日、2015年1月14日）
- 東京オーディション（仮）（TOKYO MX、2015年7月 - 11月）
- キミスタ（テレビ東京、2018年4月5日・7月19日）
- 貧ぼっちゃまの大発明（フジテレビ、2019年12月7日、2020年7月24日）

### ラジオ放送
- 村田綾のKeep Smile（REDS WAVE、2014年1月）
- POWER BAY MORNING（bayfm、2018年1月 - 3月） - 水曜・木曜リポーター
- bayfm SUMMER CAMPAIGN 2018（bayfm、2018年7月8日 - 8月19日） - サマキャンリポーター
- bayfm CM「ラーメンとん太くん」ナレーション（2024年7月2日 - 7月7日）

### インターネット放送
- 今田耕司のカネになる恋の話（AbemaTV、2015年8月20日）
- ダッシュの女神（SHOWROOM、ケイダッシュステージ、2014年1月 - 2020年3月）

#### レギュラー出演
- ダッシュの女神（SHOWROOM、ケイダッシュステージ、2014年1月 - 2020年3月）
- 下舘夏希のなでぃかるMUSICあわあわ〜♪（Ustream・YouTube、2012年3月 - ）
- 歌Show³ダテシモ.ツイキャス、2021年11月 - ）

#### ゲスト出演
- たじろぎLIP.music（YouTube、2013年12月）
- HANAWA☆JACK（Ustream、2013年12月）
- ケイダッシュステージの殴るなら殴れ!!（2013年12月 - ）
- 相沢まきのスーパーイケ☆フラTV（Ustream、2014年5月）

### 雑誌
- OKmusicにて下舘夏希「ダテシモの挑戦！」インタビュー記事[4]（2020年1月14日)
- フリーマガジンmusic UP's「ダテシモの挑戦！」インタビュー記事（2020年1月20日発行)

### その他
- クラリオンガール 月間グランプリ（2006年1月）
- 北海道限定 DELLパソコン イメージガール（2008年）
- Movin'on Mode（赤坂BLITZ、2013年4月） - 着物ショーモデル
- 美女暦（2014年1月）